# Бардо (буддизм)
Бардо́ (тиб. བར་དོ།), также антарабхава (санскр. अन्तरभाव antarаbhāva) — промежуточное состояние, буквально «между двумя»; «промежуточная стадия между одним явлением и другим». Когда говорится о бардо в тибетском буддизме, то обычно имеется в виду интервал между одной жизнью и следующей. Однако, значение термина «бардо» значительно шире. В традиции Ньингма и других источниках (например, в поучениях Миларепы дакине Церингме) выделяются шесть видов бардо:
1. Бардо жизни (тиб. skye gnas bar do [kyenay bardo]) — обычное бодрствующее состояние сознания в настоящей жизни; интервал от зачатия до умирания или фатальной болезни.
2. Бардо сновидения (тиб. rmi lam bar do [milam bardo]) — состояние в промежутке между бодрствованием и глубоким сном.
3. Бардо медитативной концентрации (тиб. bsam gtan bar do [samten bardo]) — состояние медитативного сосредоточения; состояние между бодрствующим дуалистичным сознанием и «просветленным осознанием трансцендентальной мудрости».
4. Бардо процесса умирания (тиб. 'chi kha’i bar do [chikhai bardo]) — интервал между моментом, когда некто начинает серьёзно болеть приводящей к смерти болезнью или умирать, и моментом, когда происходит разделение ума и тела (через 20-30 минут после последнего выдоха); состояние между жизнью и «реальностью» (дхармадхату).
5. Бардо дхармадхату (тиб. chos nyid bar do [chönyi bardo]) — интервал вневременной природы явлений (дхармата), когда ум переходит в состояние своей изначальной природы; завершение процесса умирания и отделение сознания от тела, «ясный свет» (тиб. 'od gsal). Считается, что на этой стадии опытный адепт может достичь «просветления» (бодхи), слившись с «ясным светом». Если умерший был обычным человеком, и освобождение не произошло, то его ум впадает в состояние глубокого сна или транса, в котором пребывает 3,5, а иногда 4 дня.
6. Посмертное бардо становления (тиб. srid pa bar do [sidpa bardo]) — интервал, в котором ум устремляется к перерождению (пунарбхава); интервал от прихода в сознание после периода запутанности до момента зачатия.[1][2][3][4]

В учениях Алмазного пути может быть упрощенный вариант, где говорится о четырёх основных видах бардо: 1) бардо жизни, 2) бардо умирания, 3) бардо дхармадхату, 4) бардо становления.

## Антарабхава в индийском буддизме
Концепцию о наличии промежуточного состояния сознания «антарабхава» впервые выдвинула одна из раннебуддийских школ сарвастивада. Это было учение о переносе кармических семян на новую почву — из дхармической серии А (одной психофизической организации после её смерти) в дхармическую серию Б (следующую психофизическую организацию). Данная концепция получила поддержку у школ самматия, ватсипутрия и пурвашайла (андхака). Школы тхеравада, махасангхика и махишасака, напротив, эту идею отвергли.
Согласно абхидхармическому тексту сарвастивады «Махавибхаша» (I—II вв. н. э.), соединение дхарм промежуточного существования возникает незамедлительно там, где была локализация агрегата предыдущего существования. Это сравнивается с возникновением ростка после гибели семени. После же смерти существа мира не-форм (арупьядхату), его аргегат дхарм промежуточного существования возникает в нижних мирах в месте его будущего рождения. Один из авторов «Махавибхаши» философ Васумитра считал, что посмертное промежуточное состояние должно длиться в большинстве случаев 7 дней. Но другой сарвастивадин Шремадатта полагал, что это состояние длится до 77 дней.
Наиболее систематично концепцию антарабхавы изложил Васубандху (IV в. н. э.) в сочинении «Абхидхармакоша» (III. 10-15) и в своём комментарии к этому сочинению. Он подчёркивает, что антарабхава не является рождением; она обеспечивает непрерывность существования психофизического потока (сантана). Посмертное промежуточное состояние приравнивается к состоянию гандхарвы. Форма гандхарвы может восприниматься существами того же рода в том же состоянии, либо теми, кто обладает «божественным зрением». Внешняя форма существа в состоянии антарабхавы тяготеет к форме, которая возникнет при предстоящем рождении. Гандхарва имеет пять органов чувств (кроме вкуса: органы зрения, слуха, осязания, обоняния и ум), и обладает некоторыми сверхъестественными способностями. Например, может мгновенно перемещаться в пространстве. «Промежуточное существо» питается запахами, и «с замутнённым сознанием, испытывая вожделение, оно устремляется к месту [своей будущей] формы существования» (III. 16).
Присутствие гандхарвы является одним из трёх необходимых условий для образования зародыша нового существа; другие два условия — здоровье матери и сам процесс оплодотворения.

## Антарабхава в тибетском буддизме
Во второй половине VIII века тибетский царь Трисонг Децен (742—798) с целью распространения буддизма в Тибете пригласил из Индии буддийских миссионеров — философа Шантаракшиту и йогина Падмасамбхаву. С их помощью был построен первый монастырь Самье. В тибетских буддийских хрониках написано, что Падмасамбхава превзошел местных бонских жрецов в искусстве магии, подчинил богов, демонов и духов Тибета, и обратил их в буддизм, сделав дхармапалами (божествами-защитниками Дхармы). Согласно легенде, творимые им чудеса производили сильное впечатление на тибетцев. В школе ньингма считается, что Падмасамбхава пребывал в Тибете, проповедуя Дхарму, 55 лет и 6 месяцев.
В годы правления царя Ландармы (по разным хроникам: ?—842, 836—841, 841—845), приверженца бон, начались гонения на буддизм. Были запрещены проповедь буддизма и монашество; монахи, сопротивляющиеся ликвидации общин и не желающие заниматься охотничьим промыслом, подлежали смертной казни.
Согласно жизнеописаниям Падмасамбхавы, предвидя великие гонения на буддизм в Тибете, он спрятал многочисленные тексты (тиб. терма, «тексты-сокровища») в разных местностях Тибета (пещерах, лесах, озёрах, храмах) для будущих поколений. Такова была судьба и текста «Бардо Тхёдол» («Книга естественного освобождения», более известная на Западе как «Тибетская книга мёртвых»).
После смерти Ландармы, гонения на буддизм в Тибете прекратились. Началось возрождение буддизма, и появились «искатели духовных сокровищ» (тиб. тертон), обладающие ясновидением, включая «рентгеноскопическое вѝдение». Их часто считали перерождениями аспектов самого Падмасамбхавы или 25-и его ближайших тантрических учеников.
В XIV веке одним из таких открывателей сокровищ (тертоном) был Карма Лингпа, которого некоторые считали воплощением Падмасамбхавы. Он и нашёл «Книгу естественного освобождения» в пещере на горе Гамподар в Центральном Тибете.
Надо отметить, что в то время о наличии промежутка между смертью и новым рождением было известно в Тибете уже давно. Это явление было описано во множестве сутр и комментаторской литературе, которые переводились с санскрита на тибетский в первые пять столетий тибетского буддизма. Приемы преодоления данного промежутка уже были доступны в пространной литературе тантр. XIV век был периодом духовного и общественного подъёма в Тибете, связанного с деятельностью многих известных лам школ кадам, сакья, кагью, ньингма. Считается, что многие из них реализовали при жизни «ясный свет» и достигли способности, которую можно назвать «люцидное (осознаваемое) умирание». Умирая, они часто являли остающимся «чудесные знаки», сохраняли непрерывность сознания и осознанно выбирали перерождение из «фундаментальной реальности ясного света». А перед этим намекали своим последователям, где их искать. Поэтому, в то время созрели условия для распространения учения о переходе от смерти к новому рождению в простой и понятной форме среди широкой аудитории. И вновь найденный текст хорошо вписался в обстановку буддийского возрождения.
Учение об антарабхаве обрело большую популярность в тибетском буддизме. Там понятию индийского буддизма «гандхарва» соответствуют термины «бардо» и «диза» (dri za). Это посмертное промежуточное состояние может длиться до семи дней, а бардо-гандхарва, разыскивая для себя «оптимальное лоно», может рождаться и умирать до семи раз. Если в течение семи дней гандхарва не находит подходящие лоно и условия, то он умирает, и сразу же рождается вновь. Таким образом, данное промежуточное состояние может длиться максимум 49 дней.
Считается, что некоторые святые в посмертном бардо способны общаться с гандхарвами других святых и богов, и, практикуя в этом состоянии йогу, могут обрести нирвану (например, анагамины — «невозвращенцы»).
Учение о бардо в Тибете получило развитие в связи с поисками новых воплощений (тулку) известных учителей, мистиков (далай-лам, панчен-лам, кармап и многих других). Также, оно там дополнилось разделами о том, как научиться видеть гандхарвов, и о правильном умирании. В Китае и Японии с данной доктриной связана традиция поминовения умерших каждые 7 дней до 49-го дня.
На Западе к понятию «бардо» относят обычно только фазу становления, то есть состояние между смертью и перерождением (пунарбхава). На самом деле, вся концепция бардо относится ко времени, когда индивид пойман в сансаре. Обычные существа оказываются захваченными происходящим, следуют своим кармическим тенденциям, привычкам и страдают, не понимая пустотности (шунья) всех явлений. Во время бодрствования, равно как и во время сновидений, мы пойманы обманчивым восприятием, и не способны различать иллюзию и реальность. Не является исключением даже бардо «ясного света», который воспринимается тоже через затемнения кармы. Считается, что основа этого — неведение (авидья). И до тех пор, пока существо не освободилось от неведения, оно — в бардо.
Некоторые учителя предлагают несколько более широкую трактовку традиционного понимания бардо. Так можно говорить о пребывании в состоянии Бардо и в повседневной жизни (вне зависимости от величины его временного промежутка) при сознательном ожидании некоторого события. Иными словами — перетекая сознанием в каждую следующую секунду существования, ощущать время и события как промежутки между погружениями весла в воду при движении Лодки Жизни по Реке Времени.